# Эштомбар
Эшто́мбар (порт. Estômbar) — район (фрегезия) в Португалии, входит в округ Фару. Является составной частью муниципалитета Лагоа. По старому административному делению входил в провинцию Алгарве (регион). Входит в экономико-статистический субрегион Алгарве, который входит в Алгарве. Население составляет 4658 человек на 2001 год. Занимает площадь 23,83 км².